# John Lovel, 8. Baron Lovel

Wappen des John Lovel, 8. Baron Lovel

John Lovel, 8. Baron Lovel (* 1433; † 9. Januar 1465) war ein englischer Adliger.

## Leben
Er stammte aus Titchmarsh in Northamptonshire und war der Sohn des William Lovel, 7. Baron Lovel (1397–1455), aus dessen Ehe mit Alice Deincourt (1404–1474), Tochter des John Deincourt, 5. Baron Deincourt. Beim Tod seines Vaters 1455 erbte er dessen Adelstitel 8. Baron Lovel und 5. Baron Holand. Als solcher nahm er zwischen dem 9. Oktober 1459 und dem 28. Februar 1463 als Mitglied des House of Lords an mehreren Sitzungen des Englischen Parlaments teil.
Er war zur Zeit der Rosenkriege ein treuer Anhänger des Hauses Lancaster. Für seine treuen Dienste wurde er Anfang 1460 vom König Heinrich VI. zum Chief Forester des königlichen Forstes von Whichwoode in Northamptonshire ernannt. Anfang Juli 1460 versuchte er zusammen mit Robert Hungerford, 3. Baron Hungerford, und Thomas de Scales, 7. Baron Scales London gegen die anrückenden Yorkisten unter Richard Neville, 16. Earl of Warwick, zu verteidigen. Sie wurden aber zurückgedrängt und mussten im Tower Schutz suchen und sich dort verbarrikadieren. Edward Brooke, 6. Baron Cobham, und Richard Neville, 5. Earl of Salisbury, belagerten daraufhin den Tower und die Belagerten mussten am 18. Juli 1460 aufgeben. 
Über die Zeit nach dieser Belagerung bis zum Tod des John Lovel ist wenig bekannt, außer dass viele seiner Besitztümer, z. B. seine Anwesen Manors of Minster und Deincourts Manor beschlagnahmt wurden.

## Ehe und Nachkommen
Er war mit Joan Beaumont († 1466), der Tochter des John Beaumont, 1. Viscount Beaumont verheiratet. Mit ihr hatte er drei Kinder:
- Francis Lovel, 9. Baron Lovel (1456–1495), 1483 zum Viscount Lovel erhoben, er stellte sich auf die Seite der Yorkisten und kämpfte 1487 zusammen mit John de la Pole, 1. Earl of Lincoln und Lambert Simnel bei Stoke gegen Heinrich VII.;
- Joane Lovel († vor 1485), ⚭ Sir Brian Stapleton, Gutsherr von Carlton in Yorkshire;
- Fridiswide Lovel († vor 1507) ⚭ Sir Edward Norreys, Gutsherr von Yattendon in Berkshire.

Seine Witwe heiratete 1465 in zweiter Ehe Sir William Stanley.